# Slag bij Pevelenberg

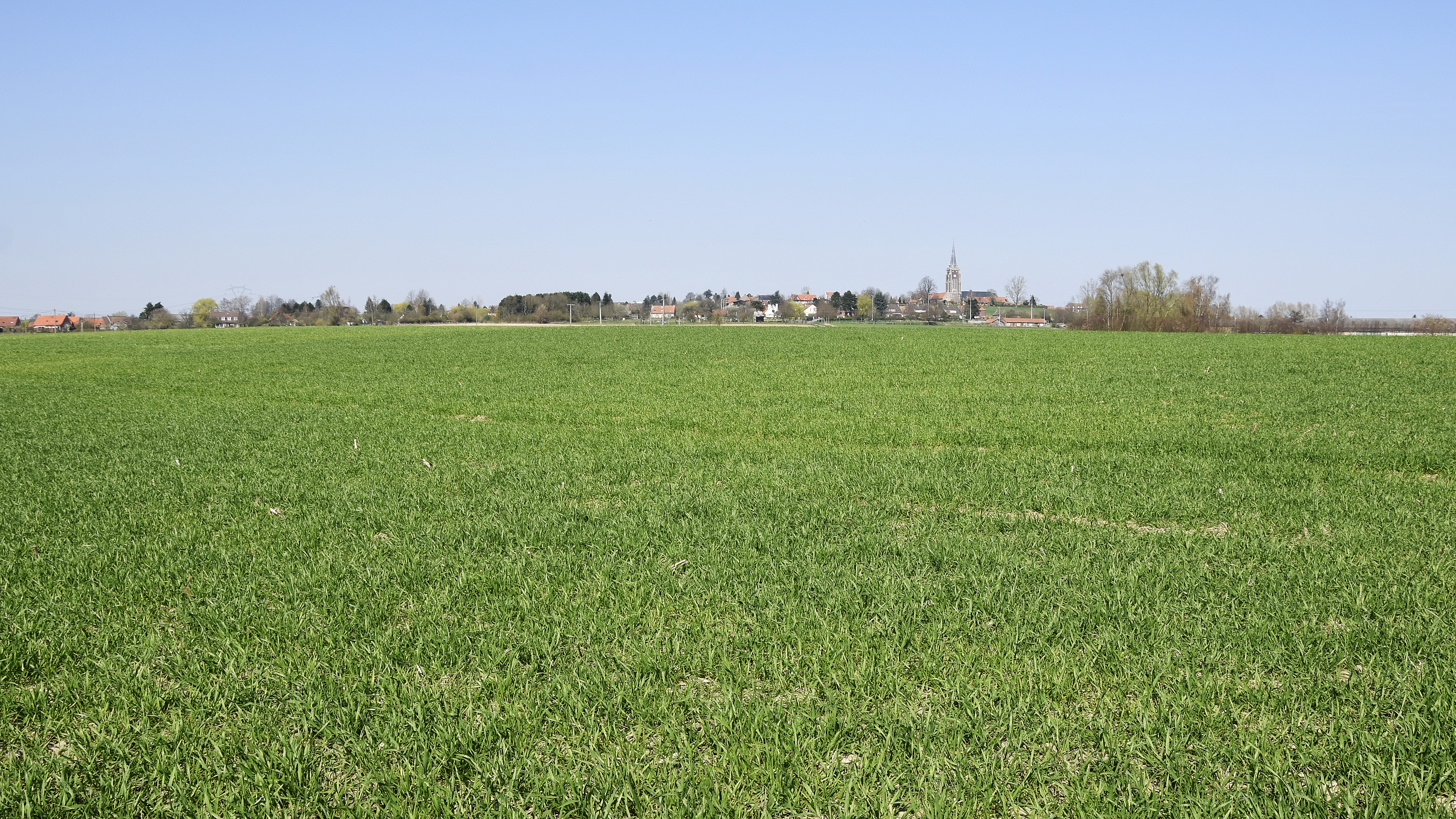
Het slagveld vanaf de beek met de kerk en de Pevelenberg op de achtergrond

De Slag bij Pevelenberg werd op 18 augustus 1304 geleverd nabij Pevelenberg (nu het Noord-Franse Mons-en-Pévèle) tussen een strijdmacht uit de Vlaamse gewesten en een Frans leger onder koning Filips IV.
Pevelenberg is een gemeente in Frans-Vlaanderen en viel in de middeleeuwen onder het bisdom Doornik. De Pevelenberg, een getuigenheuvel van 107 m hoog, ligt 15 km ten noorden van Dowaai en 10 km ten westen van Orchies. Het slagveld ligt tussen de beek de Courant de Coutiches en de rand van het dorp en is nagenoeg ongewijzigd gebleven. Een kleine gedenksteen herinnert aan de slag.

## Aanloop
De Franse koning had de bedoeling de nederlaag te wreken die hij leed bij de Guldensporenslag in 1302. De Vlamingen hadden na deze slag Dowaai en Rijsel opnieuw ingenomen. Ze hadden de Slag bij Arke op 4 april 1303 moeizaam gewonnen en  een week voordien op 10 augustus 1304 de Slag bij Zierikzee verloren waardoor Gwijde van Namen, een zoon van Gwijde van Dampierre in gevangenschap geraakte. Gwijde zelf was ook in gevangenschap. Jan van Renesse, een van de helden tijdens de Guldensporenslag, was verdronken in de Lek toen hij met een vlot, waarop te veel medestanders hem waren gevolgd, de rivier wilde oversteken.
Filips van Chieti, tevens zoon van graaf Gwijde van Dampierre, had een sterk Vlaams leger bijeengebracht. Na een aantal schermutselingen, onder meer te Grevelingen en Dowaai verschansten de Vlamingen zich op de Pevelenberg.

## De slag

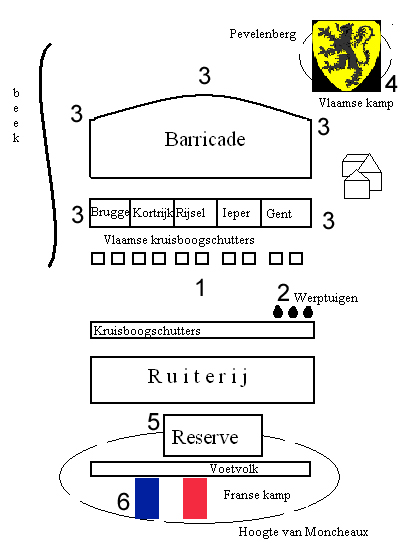
Opmerking bij de afbeelding: de beek zoals aangeduid op de afbeelding loopt van oost naar west. De legers stonden tegenover elkaar (noordzuidgericht) langs de huidige D120 (rue de la Vacquerie), ten zuiden van Pevelenberg. Het meest zuidelijke punt van de linie eindigde bij de beek net ten noorden van de plek La Petite Vaquerie
1: Gevecht tussen de kruisboogschutters
2: Uitval van de Ieperlingen en het onschadelijk maken van de werptuigen
3: Gevecht aan de flanken en barricade
4: Plundering Vlaamse kamp
5: Aanval op het Franse kamp
6: Franse tegenaanval

In de ochtend, rond 9 uur, begon de strijd tussen twee legers. De Vlamingen waren met hun karren naar beneden gekomen en vormden er drie evenwijdige linies van 800 m lengte mee waartussen ze zich verschansten.
De Fransen lanceerden een berenning maar staakten hun aanval en lieten, onder hun bescherming, speerwerpers en kruisboogschutters hun projectielen lanceren. Ze probeerden zo de Vlamingen van hun verschansingen weg te lokken. Ieperlingen en Gentenaars, die zich niet konden bedwingen, verlieten hun linies en werden afgestraft.
De Fransen bestookten de Vlamingen met werptuigen. Nadat de Ieperlingen vijf ervan hadden onschadelijk gemaakt, mislukte een Franse frontale aanval.
De Vlaamse voorraden, die onbewaakt op de heuveltop stonden, vielen in handen van Frans voetvolk. Ook veel Franse boogschutters verlieten hun stellingen aan de Coutichesbeek en sloegen aan het plunderen. De snikhete dag bezorgde vooral de Vlamingen last van dorst omdat ze tussen de karrenlinies geblokkeerd zaten. Vlaamse en Franse ridders stierven ten gevolge van een zonnesteek. De strijd bleef echter onbeslist.
Op Vlaams initiatief werd er onderhandeld tussen 17u en 18u30 waarbij de strijd werd opgeschort. Toch voerde de Franse bevelhebber Guy de Saint-Pol een omsingelingsbeweging uit. Een Frans onderhandelaar werd vermoord en de Vlamingen pakten De Saint-Pol aan. Toen de Vlamingen naar hun kamp waren teruggekeerd besloten zij een frontale aanval te lanceren.
De Fransen dachten dat de strijd er voor die dag opzat en waren niet meer waakzaam. De Vlamingen wisten door te stoten tot aan de tent van de koning. De onverwachte Vlaamse aanval bracht de Franse koning Filips IV van Frankrijk de Schone (1285–1314) in het nauw. Hij werd zwaargewond en zijn paard werd gedood. De Fransman die hem hielp ontsnappen door hem op een ander paard te hijsen werd gedood.  Een van de Vlaamse aanvoerders, Willem van Gulik, kleinzoon van Gwijde van Dampierre, sneuvelde hierbij.
Bij valavond bleek dat alleen de rechtervleugel van de Vlamingen (troepen uit Rijsel en uit het Brugse) de aanval hadden ingezet. Jan I van Namen, halfbroer van Filips van Chieti, en met hem Gentenaars en Ieperlingen trokken terug naar Rijsel. Hij oordeelde dat zijn mannen te vermoeid waren door schermutselingen eerder op de dag.
De Fransen overwogen nog even een tegenaanval bij het licht van de volle maan maar lieten die ten slotte niet doorgaan. De Vlamingen trokken zich terug naar de beek.
Beide partijen beschouwden zich als overwinnaar. Volgens de codes van die tijd was diegene die op het slagveld overnachtte na de slag de overwinnaar. De officiële winnaars waren dus de Fransen. Het verlies van het Vlaams materieel was een gevoelige financiële slag.

## Gevolgen
De milities van Dowaai leden de zwaarste verliezen: 600 man. De Fransen staken als represaille Seclin in brand en belegerde Rijsel waar een deel van de Vlaamse troepen onder leiding Filips van Chieti zich had teruggetrokken. Na drie weken belegering startten de onderhandelingen tot overgave met terugtrekking van de Vlaamse troepen en inwoners die wilden volgen en behoud van de stadse rechten. Jan van Namen die met zijn leger lag te Marquette-lez-Lille pleitte nog om niet te tekenen voor overgave van de stad en beloofde steun. Maar uiteindelijk viel hij het versterkte Franse leger niet aan en op 25 september gaf Rijsel zich over. Dowaai gaf zich over op 26 september. 
Bij het Verdrag van Athis-sur-Orge door de gevangen oudste zoon en opvolger van Gwijde, Robrecht III van Vlaanderen, afgesloten in juli 1305, werd de Vlaamse onafhankelijkheid erkend, maar Rijsel, Dowaai, Orchies en Béthune, of dus Waals Vlaanderen ging over naar de Fransen. Gwijde van Dampierre was in maart gestorven in gevangenschap in zijn Franse kerker in Compiègne. Het verdrag voorzag ook in de betaling van een enorme boete aan de Franse koning, wat door de Vlaamse achterban nooit werd aanvaard, en mede zorgde voor jaren van onrust, die naar burgeroorlog neigden. De Opstand van Kust-Vlaanderen brak in 1323 uit en werd neergeslagen met de Slag bij Kassel in 1328.

## Herdenkingen
Ieder jaar trekt er een processie uit, de Brugse Belofte. In 1304 beloofden de Brugse vrouwen dat zij jaarlijks een kaars aan Onze-Lieve-Vrouw ter Potterie in Brugge zouden offeren als hun zonen en echtgenoten heelhuids van het slagveld terugkeerden. Ze vertrekken aan de Onze-Lieve-Vrouw-van-Blindekenskapel. Jaarlijks (enkel met een onderbreking tussen 1796 en 1839), op 15 augustus, wordt de processie gehouden. Twaalf meisjes brengen een kaars naar de kerk. Een bewijs dat de Vlamingen zich ook als overwinnaars beschouwden.
In het kasteel van Versailles, in de Galérie des Batailles, hangt een schilderij dat herinnert aan deze slag.
Filips schreef deze overwinning toe aan de bescherming van de Maagd Maria en liet in het schip van Notre-Dame van Parijs aan de eerste oostelijke pilaar aan de zuidkant als votiefgeschenk, een houten ruiterstandbeeld neerzetten tegenover het altaar van Maria. 